# Partido Obrero Socialista Internacionalista
El Partido Obrero Socialista Internacionalista (POSI) es un partido trotskista español inscrito en el registro de partidos políticos del Ministerio del Interior en 1984. Sus órganos de prensa son La Verdad y Combate Socialista y constituye la sección española de la Cuarta Internacional Lambertista. Sus militantes jóvenes colaboran e impulsan una Organización Revolucionaria de la Juventud (ORJ) en España, sección de la Internacional Revolucionaria de la Juventud.

## La Organización Cuarta Internacional (OCI)
La Organisation Communiste Internationaliste (OCI francesa) y su “Comisión España”, esta última creada por militantes provenientes de la sección española de la IV Internacional (desaparecida en 1948) realizó reuniones y discusiones con militantes del Partido Comunista de España (PCE), Partido Socialista Obrero Español (PSOE) y la Juventudes Socialistas de España (JSE), del Partido Obrero de Unificación Marxista (POUM), con inmigrantes y exiliados españoles sin afiliación política, como parte de la lucha por la construcción de una organización trotskista en España.
En 1976 se celebró una primera conferencia en la que se constituye la Organización Cuarta Internacional (OCI), adherida al Comité de Organización por la Reconstrucción de la Cuarta Internacional (CORCI). La OCI española pública el periódico “Cuarta Internacional”.
La resolución de la I Conferencia parte de la incompatibilidad entre las instituciones del franquismo y la existencia de libertades democráticas plenas y de organizaciones obreras. La OCI defiende: "las consignas conjuntas de República, Asamblea Constituyente y derecho de separación de las nacionalidades. Estas consignas [...] son las que constituyen hoy en día el contenido de la lucha por el Frente Único de partidos y sindicatos de la clase obrera, cuyo marco es el de la Alianza Obrera". Además la OCI afirma que la monarquía de Juan Carlos "representa la tentativa de salvaguardar la España encarnada por la Iglesia y el Ejército".
El trabajo hacia las organizaciones tradicionales de la izquierda no comunista (en particular PSOE, UGT y CNT) permitió a partir de la II Conferencia de la OCI la construcción abierta de la organización trotskista, apoyándose en un núcleo de militantes que provenía de la Liga Comunista Revolucionaria en 1977.
La OCI planteó el combate de la clase obrera y sus organizaciones contra el régimen emanado de la Ley de Reforma Política, al que acusaba de mantener las instituciones del franquismo, a través de su reforma. De este modo, se pronunció contra toda participación en el proceso de reforma política y por el boicot a las elecciones del 15 de junio de 1977. Igualmente, pidió el «No» en el referéndum sobre la Constitución de 1978, constituyendo un Comité por el No a la Constitución, junto con diversas organizaciones de izquierda como Herri Alderdi Sozialista Iraultzailea (HASI) y Langile Abertzale Iraultzaileen Alderdia (LAIA), el Partit Socialista d'Alliberament Nacional dels Països Catalans (PSAN), Partido Obrero de Unificación Marxista (POUM), Esquerra Nacional y la Coordinadora Obrera de Agrupaciones Socialistas (COAS).

## Coordinadora Obrera de Agrupaciones Socialistas (COAS)
A la muerte de Franco, el PSOE se reconstruye, defendiendo la ruptura con el franquismo. En el 27º Congreso el PSOE (5 a 8 de diciembre de 1976, Madrid) se define como un partido "de masas, democrático, federal, marxista, pluralista e internacionalista" se pronuncia por la República y defiende el marxismo y la ruptura con el capitalismo, en un momento en que la Unión General de Trabajadores emerge también de la dictadura, reconstruyéndose de forma acelerada. El Congreso defiende la autodeterminación de las nacionalidades y la enseñanza pública, laica y gratuita rechazando "las subvenciones a la enseñanza privada".
Sin embargo, estas posiciones chocarán frontalmente con la Internacional Socialista y los dirigentes renovadores (Felipe González y Alfonso Guerra) que postulan un viraje hacia la socialdemocracia. La dirección del PSOE opta por la defensa de los postulados de Felipe González y son expulsados varios militantes que discrepaban con la línea oficial. Entre ellos se encontraba la dirección de la Agrupación Socialista de Vallecas, que acusó a la dirección del PSOE de "personalismo, el confusionismo, la ausencia de democracia interna, y un pactismo decidido a puertas cerradas, por simples aparatos burocráticos". Los expulsados de Vallecas, a los que siguen la mayor parte de los militantes de este barrio, constituyen en julio de 1977 la Agrupación Socialista Autónoma de Vallecas, que edita el periódico Lucha Socialista.
La agrupación organizó en febrero de 1978 una conferencia estatal de militantes socialistas, tras la cual se unirán otros militantes socialistas del resto de España, formándose la Coordinadora Obrera de Agrupaciones Socialistas (COAS). A partir de mayo de 1978, Lucha Socialista pasará a ser el órgano de la COAS. Formaran parte de ella figuras importantes del PSOE como el expresidente del PSC, José Sargas, y el exsecretario general de UGT de Valencia, Ricard Garrido i Cruanyes.
En el 28º Congreso del PSOE (17 a 20 de mayo de 1979, Madrid) la división se hace realidad. Felipe González, que exige la ruptura con el marxismo, es derrotado, y gana la ponencia defendida por Francisco Bustelo en la que definía al PSOE como " partido marxista de clase". Ante ello, González decide no presentarse a secretario general. Ante la falta de iniciativa de asumir la dirección del Partido por parte del ala izquierda, se forma una gestora con el mandato de preparar un Congreso Extraordinario. Esta gestora, conformada por José Federico de Carvajal, Carmen García Bloise, José Prat, Ramón Rubial y García Duarte, se encargará de modificar el reglamento de congreso y procederá a aislar y expulsar a los militantes disidentes.
Tras el Congreso Extraordinario (28 y 29 de septiembre de 1979, Madrid), donde se impone la dirección felipista y el abandono de la política del 27º Congreso, los militantes agrupados en la COAS plantean la construcción de un nuevo partido ante la imposibilidad de defender sus postulados en el PSOE.

## Fundación
Del 22 al 24 de febrero de 1980 tuvo lugar, en Madrid, el congreso fundacional del POSI. Los militantes expulsados o que rompieron con el PSOE y militantes de la OCI confluyeron junto a varios militantes que intentaron reconstruir el POUM en Cataluña. El nuevo partido propugnaba la lucha contra la "Transición" y su "Constitución monárquica" y por la ruptura de las organizaciones obreras con los parlamentos autonómicos, que calificaban de faltos de poderes y con las Cortes Españolas, "sometidas a la monarquía".
La fundación resultó complicada ya que el Ministerio de Interior, dirigido por Juan José Rosón, no admitió su legalización, por tratarse de un partido entre cuyos objetivos estaba el "derrocamiento de la Monarquía" y otros que fueron considerados contrarios a la Constitución. Así, el propio congreso fundacional fue prohibido aunque el recurso interpuesto por el POSI fue ganado judicialmente. Se inició a partir de entonces una campaña a favor de su legalización. Los días 31 de octubre a 2 de noviembre de 1980 se celebró un Congreso de unificación que reunió a militantes del POSI, de la Liga Comunista y de la Fracción Pública (sendas escisiones de la Liga Comunista Revolucionaria).En las elecciones generales de 1982 pidieron el voto para el PSOE.

## Resultados electorales
- Elecciones generales de 1986: 21.853 votos (0,11%)
- Elecciones al Parlamento Europeo de 1987: 25.270 votos (0,13%)
- Elecciones generales de 1993:  (dentro de la Coalición por un Nuevo Partido Socialista)
- Elecciones generales de 1996: (dentro de la Coalición Republicana)
- Elecciones generales de 2000: 12.208 votos (0,05%)
- Elecciones generales de 2004: 8.003 votos (0,03%)
- Elecciones al Parlamento Europeo de 2004: 7.976 votos (0,05%)
- Elecciones al Parlamento Vasco de 2005: 2.354 votos (0,19%)
- Elecciones generales de 2008: 7.386 votos (0,03%)
- Elecciones al Parlamento Vasco de 2009: 1.178 votos (0,11%)
- Elecciones al Parlamento Europeo de 2009: 12.344 votos (0,08%)
- Elecciones generales de 2011: 2007 votos (0,01%)
- Elecciones al Parlamento Europeo de 2014 (dentro de la coalición Por la República, por la ruptura con la Unión Europea): 8.309 votos (0,05%)